# Monte Anticontento
Il Monte Anticontento è un rilievo dei monti Simbruini, nel Lazio, nella provincia di Frosinone, nel comune di Filettino.
La stazione sciistica di Campo Staffi si estende fino alla sua vetta.